# 茨沃爾菲山
46°39′43″N 9°23′56″E / 46.66202°N 9.39882°E
茨沃爾菲山（Zwölfihorn），是瑞士的山峰，位於該國東部，由格勞賓登州負責管轄，距離伯爾尼150公里，該山峰海拔高度2,198米，每年平均降雨量1,929毫米。